# Pete Way
Pete Way (Enfield, Inglaterra; 7 de agosto de 1951-Ib., 14 de agosto de 2020) fue un músico y compositor británico, conocido por haber sido el bajista y uno de los fundadores de la banda UFO. Luego de su primera salida de la agrupación en 1982 y tras algunas participaciones en Fastway y en la banda de Ozzy Osbourne, en 1983 fundó su propio grupo llamado Waysted, con la cual mantuvo un trabajo paralelo a UFO hasta su salida definitiva de esta última en 2011.

## Carrera
Inició su carrera en 1968 cuando fundó la banda Hocus Pocus junto con Phil Mogg, Mick Bolton y Andy Parker, que posteriormente pasó a llamarse UFO. Aparte de fungir como bajista, era uno de sus compositores principales hasta la llegada del guitarrista alemán Michael Schenker en 1973. Tras conocer el éxito en los años setenta dejó UFO en 1982 ya que según él no se sentía a gusto con el tono comercial que siguió la banda. Tras esto participó en Fastway y fue escogido para ser el bajista de la gira promocional del álbum Diary of a Madman del vocalista Ozzy Osbourne durante la gira de este por Inglaterra en diciembre de 1982. Durante el mismo período fundó su propia banda Waysted, que durante su carrera contó con algunos exintegrantes de UFO como Andy Parker y Paul Raymond.
En 1992 decidió unirse nuevamente con Phil Mogg para reformar UFO, permaneciendo hasta 2011. En 2009 sufrió serios problemas de salud que no le permitió ser parte de las grabaciones del disco The Visitor, ni tampoco de su gira promocional. Paralelo a UFO, lanzó su carrera como solista en 2000 y fue parte del proyecto Mogg/Way, como también participó en dos discos de Michael Schenker. En 2011, se retiró por segunda vez de la agrupación británica. En 2017, con la ayuda del escritor Paul Rees publicó su autobiografía llamada A Fast Ride Out of Here: Confessions of Rock's Most Dangerous Man.

### Fallecimiento
Pete Way falleció a las 11:35 A.M. del 14 de agosto de 2020 a los 69 años, como consecuencia de unas graves lesiones que sufrió debido a un accidente acontecido dos meses antes. La noticia se dio a conocer por medio de un comunicado en su página oficial de Facebook.
A Pete le sobreviven sus dos hijas Zowie y Charlotte, y su hermano menor Neill.

## Equipos
Generalmente su bajo habitual era Gibson Thunderbird, pero además tocaba los bajos de la marca Epiphone. Además, reconoció en varias entrevistas que uno de sus favoritos era Ibanez Iceman de la marca Ibanez, como también Washburn B-20. Adicional a ello, su imagen fue utilizada para la campaña publicitaria de los bajos Artex.

## Discografía
| - 1970: UFO 1 - 1971: UFO 2: Flying - 1974: Phenomenon - 1975: Force It - 1976: No Heavy Petting - 1977: Lights Out - 1978: Obsession - 1979: Strangers in the Night - 1980: No Place to Run - 1981: The Wild, the Willing and the Innocent - 1982: Mechanix - 1992: High Stakes & Dangerous Men - 1995: Walk on Water - 2000: Covenant - 2002: Sharks - 2004: You Are Here - 2006: The Monkey Puzzle - 1983: Vices - 1984: Waysted - 1985: The Good the Bad the Waysted - 1986: Save Your Prayers - 2000: Wildemess of Mirrors - 2000: You Won't Get Out Alive - 2004: Back from the Dead - 2007: Organised Chaos - 2007: The Harsh Reality | - 1997: Edge of the World - 1999: Chocolate Box - 2000: Anphetamine - 2002: Pete Way (Alive in Cleveland - 2007: Acoustic Animal - 1983: Fastway (en el disco original no figura en los créditos) - 2006: Tales of Rock 'n' Roll - 2011: Temple of Rock |